# Test F
Ne doit pas être confondu avec F-mesure.
En statistique, un test F est un terme générique désignant tout test statistique dans lequel la statistique de test suit la loi de Fisher sous l'hypothèse nulle.  
Ce type de tests est souvent utilisé lors de la comparaison de modèles statistiques qui ont été ajustés sur un ensemble de données, afin d'identifier le modèle qui correspond le mieux à la population à partir de laquelle les données ont été échantillonnées.  
Les tests F dits "exacts" sont ceux pour lesquels les modèles ont été ajustés aux données par la méthode des moindres carrés. 
Le nom de cette catégorie de tests a été inventé par George Snedecor en l'honneur de Ronald Aylmer Fisher qui avait initialement développé le test de Fisher d'égalité de deux variances.

## Exemple de test F
Les tests F sont couramment utilisés pour étudier les cas suivants:
- L'hypothèse que les moyennes de différents ensembles de données dont la distribution suit une loi normale, ayant tous le même écart-type, sont égales. Il s'agit du test F le plus connu et il joue un rôle important dans l'analyse de la variance (ANOVA).
- L'hypothèse qu'un modèle de régression proposé convient bien aux données. Voir Manque d'ajustement d'une somme des carrés.
- L'hypothèse que, dans le cas d'une analyse de régression, un jeu de données suit le plus simple des deux modèles linéaires proposés lorsque ces modèles sont imbriqués l'un dans l'autre.
- Test de Fisher d'égalité de deux variances
- Test exact de Fisher